# Norwich (Connecticut)
Norwich város az USA Connecticut államában, New London megyében. Lakosainak száma 40 125 fő (2020. április 1.).

## Népesség
A település népességének változása:

| 2010 | 40 493 |
| 2020 | 40 125 |